# U-1024
| U-1024                     | U-1024 | U-1024 |
| -------------------------- | --- | --- |
|                            | | |
|                            | | |
| U-995, однотипний з U-1024 | | |
| Під прапором               | Третій Рейх | Третій Рейх |
| Спуск на воду              | 3 травня 1944 року | 3 травня 1944 року |
| Виведений зі складу флоту  | 28 червня 1944 року | 28 червня 1944 року |
| Сучасний статус            | 12 квітня 1945 року пошкоджений біля острова Мен атакою британських фрегатів «Лох Гленду» і «Лох Мор» та захоплений (наступного дня затонув під час буксирування) | 12 квітня 1945 року пошкоджений біля острова Мен атакою британських фрегатів «Лох Гленду» і «Лох Мор» та захоплений (наступного дня затонув під час буксирування) |
| Проєкт                     | | |
| Тип ПЧ                     | Торпедний ДПЧ | Торпедний ДПЧ |
| Розробник проєкту          | Blohm + Voss, Гамбург | Blohm + Voss, Гамбург |
| Основні характеристики     | | |
| Швидкість (надводна)       | 17,7 вузла | 17,7 вузла |
| Швидкість (підводна)       | 7,6 вузла | 7,6 вузла |
| Робоча глибина занурення   | 100 м | 100 м |
| Гранична глибина занурення | 250 м | 250 м |
| Автономність плавання      | 8500 миль (15 700 км) на швидкості 10 вузлів (18,6 км/год) (надводна) 80 миль (150 км) на швидкості 4 вузли (7,4 км/год) (підводна)                               | 8500 миль (15 700 км) на швидкості 10 вузлів (18,6 км/год) (надводна) 80 миль (150 км) на швидкості 4 вузли (7,4 км/год) (підводна)                               |
| Екіпаж                     | 46 осіб | 46 осіб |
| Розміри                    | | |
| Довжина найбільша (по КВЛ) | 67,1 м | 67,1 м |
| Ширина корпусу найб.       | 6,2 м | 6,2 м |
| Висота                     | 9,6 м | 9,6 м |
| Середня осадка (по КВЛ)    | 4,74 м | 4,74 м |
| Водотоннажність надводна   | 759 т | 759 т |
| Озброєння                  | | |
| Артилерія                  | 1 × 88-мм палубна гармата SK C/35 | 1 × 88-мм палубна гармата SK C/35 |
| Торпедно- мінне озброєння  | 4 носових і один кормовий ТА 14 торпед або 26 мін TMA | 4 носових і один кормовий ТА 14 торпед або 26 мін TMA |
| ППО                        | 1 × 37-мм зенітна гармата Flak M42 2 × 20-мм зенітні гармати FlaK 30                                                                                              | 1 × 37-мм зенітна гармата Flak M42 2 × 20-мм зенітні гармати FlaK 30                                                                                              |

U-1024 — німецький підводний човен типу VIIC/41, що входив до складу Військово-морських сил Третього Рейху за часів Другої світової війни. Закладений 20 травня 1943 року на верфі Blohm + Voss у Гамбурзі. Спущений на воду 3 травня 1944 року, а 28 червня 1944 року корабель увійшов до складу 31-ї навчальної флотилії ПЧ ВМС нацистської Німеччини. Єдиним командиром човна був капітан-лейтенант Ганс-Йоахім Гуттек.

## Історія служби
U-1024 належав до німецьких підводних човнів типу VIIC/41, однієї з модифікацій найчисленнішого типу субмарин Третього Рейху, яких випущено 703 одиниці. Службу розпочав у складі 31-ї навчальної та з 1 лютого 1945 року — після завершення підготовки — в 11-й бойовій флотилії ПЧ Крігсмаріне. У березні-квітні 1945 року човен здійснив один бойовий похід в Атлантичний океан, під час якого невиправно вивів з ладу одне та серйозно пошкодив друге судно.
12 квітня 1945 року U-1024 захоплений в Ірландському морі південніше острова Мен після пошкоджень, яких завдано внаслідок атаки британських фрегатів «Лох Гленду» і «Лох Мор». Човен був взятий на буксир, але 13 квітня затонув під час буксирування. 9 членів екіпажу загинули, 37 врятовані.

## Перелік потоплених U-1024 суден
| №                                                       | Дата           | Назва            | Тип                | Належність | Водотоннажність (брт) | Вантаж | Конвой        | Результат та координати                                                       | Наслідки атаки для екіпажу | Прим. |
| ------------------------------------------------------- | -------------- | ---------------- | ------------------ | ---------- | --------------------- | --- | ------------- | ----------------------------------------------------------------------------- | -------------------------- | ----- |
| Перший похід (3.03—12.04.1945, 65 діб; Гортен—загибель) |                |                  |                    |            |                       | |               |                                                                               |                            |       |
| 1                                                       | 7 квітня 1945  | James W. Nesmith | суховантажне судно | США        | 7 176                 | 3375 тонн тютюну, добрива, лісоматеріали, літаки у розібраному вигляді в ящиках та 8 винищувачів P-47 на палубі | Конвой HX 346 | тотально зруйноване 53°24′ пн. ш. 4°48′ зх. д. / 53.400° пн. ш. 4.800° зх. д. | 82 (усі вціліли)           |       |
| 2                                                       | 12 квітня 1945 | Will Rogers      | суховантажне судно | США        | 7 200                 | 4995 тонн генеральних вантажів                                                                                  | Конвой BB 80  | пошкоджено 53°48′ пн. ш. 4°46′ зх. д. / 53.800° пн. ш. 4.767° зх. д.          | 70 (усі вціліли)           |       |